# جيوفري سميث (لاعب دوري الرغبي)
جيوفري سميث (بالإنجليزية: Geoffrey Smith)‏ هو لاعب دوري الرغبي بريطاني، ولد في 1934 في ويكفيلد في المملكة المتحدة.